# Batracomorphus deiphobus
Batracomorphus deiphobus är en insektsart som beskrevs av Knight 1983. Batracomorphus deiphobus ingår i släktet Batracomorphus och familjen dvärgstritar. Inga underarter finns listade i Catalogue of Life.